# Aniversarea (film din 2017)
Aniversarea este un film dramatic românesc din 2017 scris și regizat de Dan Chișu. Rolurile principale au fost interpretate de actorii Mircea Albulescu, Răzvan Vasilescu, Emanuel Pârvu, Lucian Ifrim. Filmul este distribuit de Dakino Production.  Regizorul descrie Aniversarea ca fiind un film despre singurătate.

## Prezentare
La cea de-a 94 aniversare a lui Radu Maligan (Albulescu), familia sa și foștii săi colegi se întâlnesc. Situația se complicată atunci când o parte din invitați vor ca bătrânul să se spovedească la un preot, iar restul cred că nu poți forța pe cineva să acționeze împotriva voinței sale.

## Distribuție
- Mircea Albulescu în rolul Radu Măligan
- Răzvan Vasilescu în rolul Stroe Dumitru (Ducu)
- Emanuel Pârvu în rolul Sandu
- Lucian Ifrim în rolul Tudor Măligan
- Emilia Dobrin în rolul Marina Dmumitru
- Adina Galupa în rolul Betty
- Rodica Lazăr în rolul Molly
- Mădălina Constantin în rolul Alina
- George Remeș în rolul preotului catolic
- Coca Bloos în rolul doamna Bobeica
- Gheorghe Ifrim în rolul polițistului
- Mihai Constantin în rolul preotului
- Papil Panduru în rolul domnul Bobeica
- Mircea Andreescu în rolul domnul Mătăsaru
- Marian Râlea în rolul psihologului
- Dana Voicu în rolul Vica Măligan
- Constantin Cojocaru în rolul domnul Donose
- Adrian Păduraru în rolul domnul Vulpe
- Simona Bondoc în rolul Valeria Măligan

## Producție
Filmul a câștigat concursul de proiecte organizat de CNC în sesiunea I din 2014. A avut un buget de 642.000 lei.  
Filmările au avut loc  în București în perioada 8 iunie – 1 iulie 2015 sub titlul de lucru Confesiunea.